# ELIN
Az ELIN Aktiengesellschaft für elektrische Industrie 1908-ban alakult a stájerországi Weizben található Pichlerwerke vállalatból, és generátor-, transzformátor-, kapcsolóberendezés-, vezeték- és villamos berendezésgyártásra szakosodott. 1959-ben a vállalat egyesült az AEG-vel (ELIN-UNION AG für elektrische Industrie). 30 évvel később a vállalatot ELIN Energieanwendung-ra és ELIN Energieversorgung-ra osztották fel.

## Története

### 1918-ig
1892-ben az akkor 26 éves Franz Pichler mérnök megalapította az F. Pichler Werke céget a stájerországi Weizben. A Birkfelderstraße első műhelyében elektromos gépeket gyártottak, többek között dinamókat a nikkelezéshez és egyenáramú söntdinamókat.
1897-ben a vállalatot "Weizer Elektrizitätswerke Franz Pichler & Co." névre keresztelték át, miután Cornel Masal saját tőke hiányában belépett a vállalatba. Felépült az első nagy, 350 m²-es gyárépület. A vállalat, amely a villamosenergia-ágazat feltörekvő technológiai ágazatában tevékenykedett, terjeszkedett, és megnyitotta első külső irodáit és kirendeltségeit.
Az Österreichische Siemens-Schuckert-Werke és az AEG nagyvállalatokkal való verseny miatt a Masal mérnök közreműködésével történő pénzügyi megerősödés hamarosan elhalványult. Ezért 1900-ban a bécsi "Gesellschaft für elektrische Industrie" csendestársként csatlakozott a vállalathoz. Az új kapcsolat révén értékesítési irodák jöttek létre Bécsben, és a weizi gyár további bővítése is előrehaladt. Új gépeket és szerszámokat vásároltak, és a következő években számos új fejlesztés történt, mint például a 800 kW-os generátorok, a többpólusú egyenáramú gépek és a hűtőbordás szabadalom.
1908-ban Pichler úgy döntött, hogy a vállalatot részvénytársasággá alakítja át, hogy több saját tőkét tudjon bevonni. A vállalat neve ezentúl "ELIN Aktiengesellschaft für elektrische Industrie" volt, és már széles körű szolgáltatásokat kínált az elektromos gép- és kapcsolóberendezés-építéstől a hajtás- és hegesztéstechnikáig.
Az első világháború alatt a magánvásárlóknak történő értékesítés jelentősen visszaesett, miközben egyre gyakrabban érkeztek fegyverkezési megrendelések. A vállalat lövedékeket, motorokat és transzformátorokat gyártott a császári és királyi hadsereg számára, sőt titkos megbízást kapott tengeralattjárók elektromos berendezéseinek gyártására. Ebben az időben a weizi gyár is csatlakozott a vasúthálózathoz, amely kiváltotta a korábban fáradságos szállítást a vasútállomásra.

### 1918-tól 1938-ig
Miután Franz Pichler 1919 augusztusában szívrohamot kapott, utódja Emanuel Rosenberg mérnök lett, aki többek között a keresztirányú mezőhegesztő gép feltalálásáról volt ismert. 1922 márciusától a vállalat részvényeinek többsége az Angol-Austriai Bank tulajdonában volt.
Az 1929 utáni évek nagy gazdasági világválsága után, amely komoly értékesítési problémákat okozott a vállalatnak, de amelyet ennek ellenére sikerült túlélnie, több felvásárlás után elektromos tűzhelyek gyártásával bővült a kínálat. Kifejlesztettek egy rövidzáras motort is, amely "Robax motor" néven vált ismertté. Az ELIN egyenirányító rendszereket szállított a Wiener Städtische Elektrizitätswerke és a RAVAG bisambergi állomása, valamint az 1931-ben üzembe helyezett Feldbach-Bad Gleichenberg helyiérdekű vasút számára. Az ELIN termékei Egyiptomig és Oroszországig is eljutottak. A vasút villamosításához szükséges elektromos berendezések szállítása, valamint az Osztrák Szövetségi Vasutak, a Wiener Elektrische Stadtbahn, a Steiermärkische Landesbahnen és a Wiener Lokalbahnen számára villamos mozdonyok és vasúti kocsik építése hozta meg az ELIN számára az elektromos vállalat hírnevét.

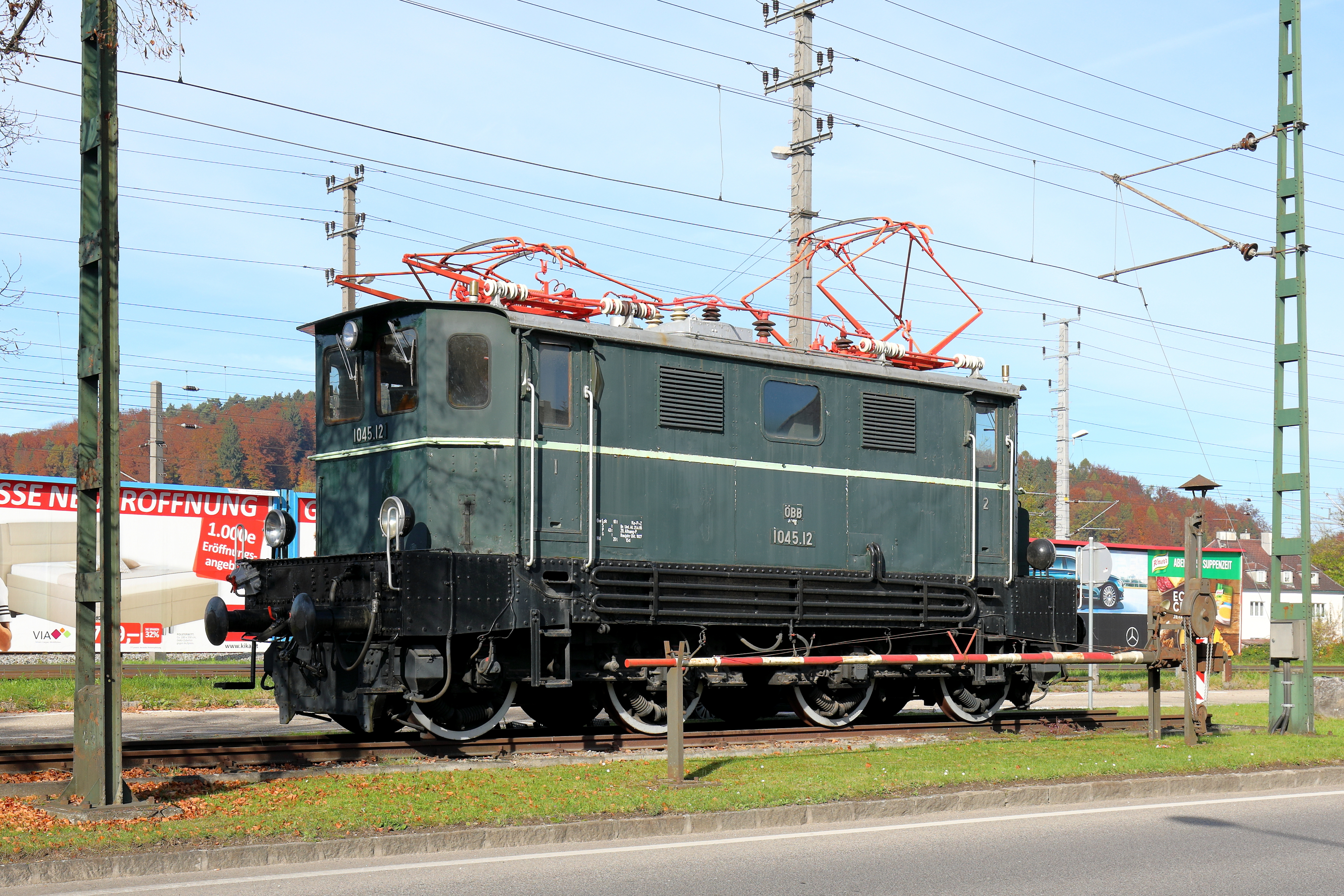
BBÖ 1170 sorozatú villanymozdony 1927-ből

### 1938-tól 1945-ig
A Német Birodalomhoz való csatlakozás után a nemzetiszocialisták által végrehajtott árjásítás során a weizi és a bécsi vezetés teljes átrendeződésére került sor. Az ELIN-t a rajnai Schorch-Werke AG-val is egyesítették, ami a szervezetben és a termelésben olyan változásokat eredményezett, amelyek negatív hatással voltak a vállalatra. A második világháború kezdetével a haditengerészet és a hadsereg számára tengeralattjáró-felszerelésekre, motorokra, transzformátorokra és hegesztőtranszformátorokra vonatkozó nagyszabású fegyverkezési megrendelések érkeztek.

### 1945 óta
A háború után a szovjet megszálló erők szinte az összes gépet és szerszámot elszállították, és a megrongálódott gyárépületeket Ing. Dr. Karl Widdmann vezetésével újjáépítették, aki átvette a gyár irányítását. 1946-ban az ELIN-t államosították, és a penzingi, ottakringi és weizi gyárak az Osztrák Köztársaság tulajdonába kerültek. A megmaradt gyárak egyfajta saját életet éltek az orosz közigazgatás alatt, amíg 1955-ben az USIA gyáraként vissza nem tértek. Átszervezés után és külföldi hitelek bevonásával azonban az ELIN hamarosan ismét képes volt fontos nagyszabású projektek megvalósítására. Befejeződött például a Glockner-Kaprun erőműprojekt, amelynek építésében az ELIN jelentős részt vállalt.
1959-ben az államosított vállalatok ágazati konszolidációja során az osztrák AEG-Uniont "ELIN-UNION AG für elektrische Industrie" néven egyesítették az ELIN-nel. Ezt követte a csoport termelési létesítményeinek racionalizálása és további bővítése, valamint egy új központi adminisztrációs épület építése Penzingben. Az olcsón termelő verseny miatt a vállalatnak még szorosabban kellett kalkulálnia, hogy elegendő pénz álljon rendelkezésre az új akvizíciókhoz, ami szintén a dolgozói bérek rovására ment. A termelőüzemek kapacitáskihasználtsága csökkent, mivel a nagyobb vevők kevesebbet fektettek be. A termelési területen további szerkezetátalakításra volt szükség.
1967-ben és 1971-ben a Siemens-csoporttal szerződéseket kötöttek, amelyek a gyártási program felosztásáról, valamint a kölcsönös szállításról és az engedélyekhez való hozzáférésről rendelkeztek. Az ELIN jelentős szerkezetátalakítási programot indított, amely magában foglalta a bécsi üzemek Bécs-Floridsdorf gyárba történő összevonását és a weizi gyár bővítését. Ezzel egyidejűleg a veszteséges termelési ágakat bezárták, így az ELIN a legnagyobb osztrák vállalat lett az erősáramú ágazatban, amely a villamosmérnöki és elektronikai ipar szinte minden területén tevékenykedik. Az ABES vagy BES konzorcium részeként az ELIN részt vett az Osztrák Szövetségi Vasutak vontatási egységeinek, például az ÖBB 4020 sorozatú tirisztoros vezérléssel felszerelt S-Bahn motorvonatoknak a villamos berendezések kvóta szerinti szállításában is.

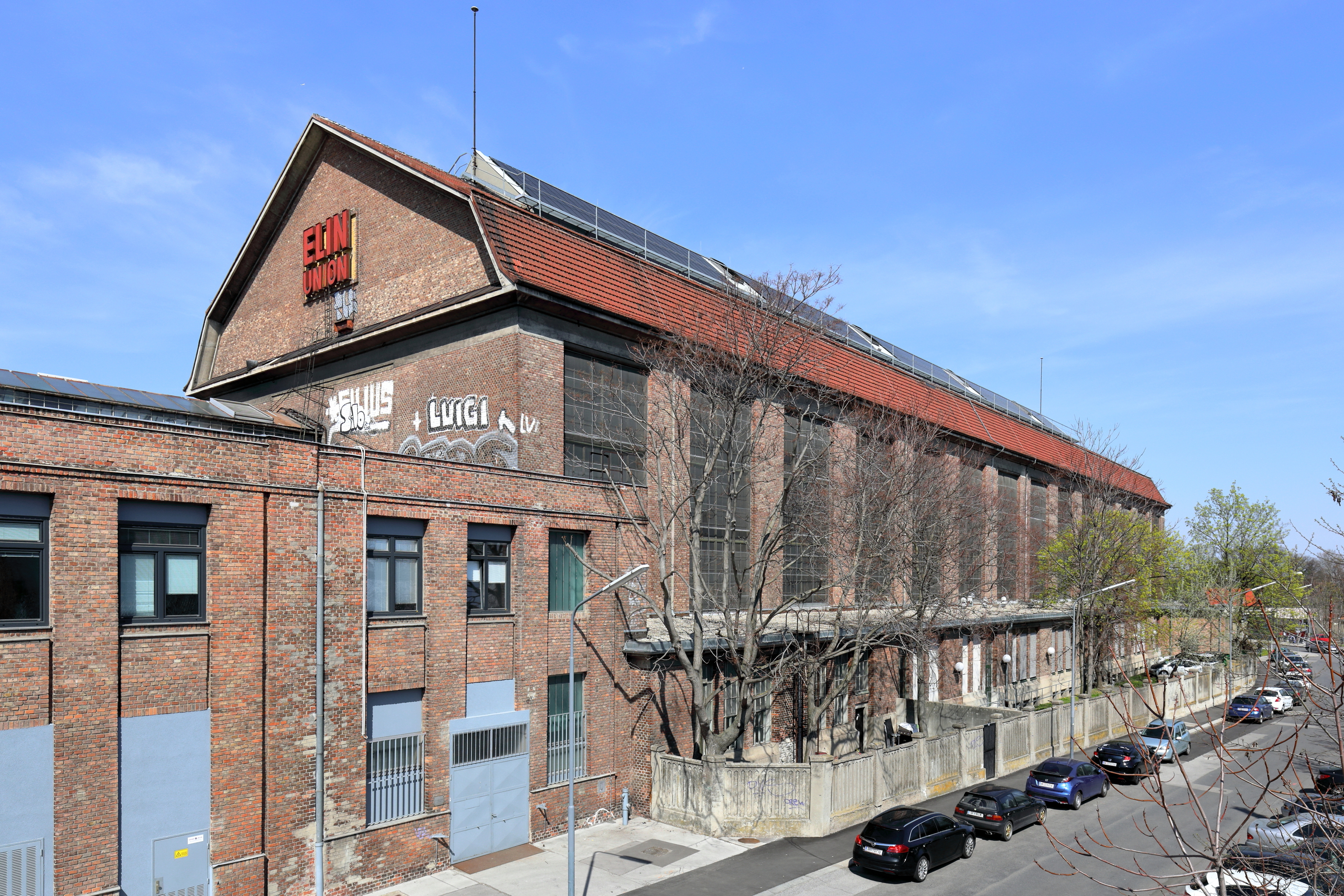
Az egykori ELIN-Union gyár gépcsarnoka Bécs-Donaustadtban (korábban AEG-Union)

Az 1980-as évek elején bekövetkezett olajválság világméretű gazdasági visszaeséshez vezetett, ami az államosított iparban a megrendelések erőteljes visszaesésében mutatkozott meg. A hatalmas versenykényszer, a piaci részesedések elvesztése, a csökkenő nyereséggel járó növekvő költségek és az osztrák gazdaság alacsony szintű beruházási aktivitása 1989-ben az "ELIN-UNION AG" átszervezését kényszerítette ki. A vállalatot az "Elin Energieversorgung Ges.m.b.H."-ra osztották fel. (EEV) és az "Elin Energieanwendung Ges.m.b.H." (EEA), és megalakult a "Service Ges.m.b.H." is. Ezenkívül a transzformátorok üzletágát önálló leányvállalatba, az "ELIN Transformatoren GmbH"-ba, valamint az "ELIN Motoren GmbH"-ba szervezték ki. 1992-ben, illetve 1996-ban minden alvállalat megkapta az állami kitüntetést, és engedélyezték, hogy üzleti ügyleteikben Ausztria szövetségi címerét használják.
1994-ben megalakult a VA Technologie AG, és az ELIN-Union szétvált.
- A VA TECH ELIN EBG (infrastruktúra) az ELIN Energieanwendungból jött létre.
- Az ELIN energiaellátásból alakult a VA Tech Hydro (energiatermelés) és
- VA TECH T&D (energiaátvitel és -elosztás).

A VA Tech csoport 2006-os Siemens általi felvásárlása miatt az ELIN EBG később Siemens Elin lett, a T&D pedig a Siemens PTD-be integrálódott. A Hydro-t el kellett adni, és jelenleg az Andritz AG tulajdonában van.
Több átszervezést követően az ELIN 2008. augusztus 8-án az Ortner-csoport és a Siemens AG Austria vállalatává vált. 2008 októbere óta ez a vállalat ELIN GmbH & Co KG néven működött. 2011. november 30. óta az ELIN márkanév a Siemens Austria kivonulását követően teljes egészében az Ortner csoporthoz tartozik.